# Саенко, Алексей Петрович
Алексей Петрович Саенко — советский хозяйственный и политический деятель.

## Биография
Родился в 1930 году. Член КПСС.
В 1965—1967 гг. — секретарь Барановичского горкома КП Беларуси
В 1967—1969 гг. — председатель Барановичского горисполкома
В 1969—1974 гг. — первый секретарь Барановичского горкома КП Беларуси.
В 1974—1987 гг. — секретарь Брестского обкома КП Беларуси
В 1987—1990 гг. — второй секретарь Брестского обкома КП Беларуси.
Избирался депутатом Верховного Совета Белорусской ССР 8-го и 11-го созывов. Делегат XXIV съезда КПСС и XIX партконференции.
С 1990 года — персональный пенсионер союзного значения.
Жил в Бресте.

## Награды
- Орден Трудового Красного Знамени (25.08.1971, 1981, 17.07.1986)